# Thomas Bouchet
Ne doit pas être confondu avec Thomas Boucher.
Thomas Bouchet, né en 1967, est un historien français spécialiste de l'histoire politique du XIXe siècle. Il enseigne à l'université de Bourgogne à Dijon.
Il travaille sur l'histoire des premiers socialistes, le langage politique au XIXe siècle, les utopies et le droit au travail.

## Biographie
Thomas Bouchet est ancien élève de l'École normale supérieure de Paris (1987-1992).
Après avoir obtenu l’agrégation d’histoire en 1990, Thomas Bouchet a soutenu une thèse de doctorat sous la direction de Serge Wolikow à l'université de Dijon en 1997. Ce travail avait pour titre : Les 5 et 6 juin 1832 : expressions, usages, traces de l'évènement. Il s'agissait donc d'étudier l'insurrection républicaine à Paris en juin 1832.
Depuis 2018, Thomas Bouchet est en poste à l'université de Lausanne en Suisse. Il est attaché au centre Centre Walras-Pareto de l’institut d’études politiques, historiques et internationales de l'université. Avant, il enseignait comme maître de conférences à l'université de Bourgogne.
Il a reçu le prix Lucien Febvre en 2011 pour son livre Noms d'oiseaux, l'insulte en politique de la Restauration à nos jours.

## Travaux

### Rapports entre socialismes et sexualités

#### Partage entre socialistes «sensuels» et «antisensuels»
Thomas Bouchet a publié en 2014 le livre Les Fruits défendus qui étudie le rapport entre les pensées socialistes et la sexualité et les plaisirs. Il explique qu'il existe aux XIXe et XXe siècles une tension entre des socialismes ascétiques et d'autres qui prônent la libération des plaisirs. Son domaine d'études couvre la sexualité, la festivité et la « bonne chère ».
L'historien explique que la tendance majoritaire socialiste propose une vision plutôt puritaine et ascétique de la sensualité, selon à la fois l'idée que la sexualité serait immorale et qu'elle détournerait des luttes politiques. De plus, des penseurs décrivent la liberté de mœurs comme une création bourgeoise. Tandis qu'un courant plus minoritaire conçoit la sensualité comme un domaine de l'émancipation du peuple comme un autre. C'est par exemple le cas de Charles Fourier pour qui les passions charnelles participent d'un accès un bonheur social accru.
Ce champ de recherche avait été ouvert en France par Francis Ronsin qui a conduit entre 2000 et 2010 un séminaire à l'EHESS intitulé « Socialisme et sexualité » et auquel avait participé Thomas Bouchet. Le livre doit également à l'œuvre d'Alain Corbin.

#### Pierre-Joseph Proudhon
Le livre de Thomas Bouchet décrit la pensée de nombreux socialistes (dans une conception large du mot) des deux derniers siècles. Pierre-Joseph Proudhon y figure car il a écrit sur la sexualité ; dans son ouvrage De la justice dans la Révolution et dans l'Eglise, publié en 1858, il exprime des idées moralisatrices sur la sexualité, considérant notamment que les relations sexuelles hors mariage sont immorales et contraires à l'ordre social. Plus précisément, il se montre hostile aux plaisirs sensuels et explique que le travail peut fournir le meilleur anaphrodisiaque. Il propose donc de tendre, dans le mariage, vers un idéal de chasteté. Il est ainsi un important représentant des socialistes qui refusent la jouissance et conçoivent plutôt le corps comme une entité à dominer afin de se concentrer sur une élévation intellectuelle et morale.

#### Marcel Sembat
Le député de la SFIO Marcel Sembat a rédigé des carnets intimes dans lesquels il expose sa vision de la sexualité et des plaisirs, ce sont Les Cahiers noirs : journal 1905-19. Il considère que la vie sensuelle et l'engagement politique et social « forment un tout ». Thomas Bouchet écrit que « Sembat rêve d'un affranchissement humain intégral et il tâche de réaliser ce rêve ».

#### Léon Blum
L'historien s'intéresse également de près à Léon Blum, qui défend dans Du Mariage une conception non-conventionnelle de la vie conjugale, dans laquelle la satisfaction sexuelle des deux partenaires est considérée comme importante pour le bien-être du couple. Il estime que le mariage ne doit pas être une contrainte pour les désirs sexuels des partenaires, mais plutôt un moyen de les satisfaire. Ce qui lui forge une réputation de « socialiste jouisseur » et l'expose à des insultes dans les années 1930.

#### Joseph Déjacque
Thomas Bouchet a réédité et présenté les écrits libertaires de Joseph Déjacque, il avait déjà codirigé un ouvrage sur ce militant anarchiste. Dans ce dernier ouvrage, sa pensée est présentée dans son amplitude antiautoritaire, anticapitaliste, féministe et antiesclavagiste.
Théoricien anarchiste français qui a forgé le mot libertaire, il est également connu pour son engagement en faveur des droits des femmes et de l'émancipation sexuelle. Il était opposé à l'institution du mariage, qu'il considérait comme une forme de servitude pour les femmes et une source de conflits entre les sexes. Il prônait la liberté sexuelle et la reconnaissance de toutes les formes d'orientation sexuelle, y compris l'homosexualité. Déjacque a écrit au sujet des rapports sexuels : « quand il leur plaît, comme il leur plaît, avec qui il leur plaît ».
De manière plus large, Déjacque propose des idées « autoricides » et s'oppose à différentes formes d'autorités.

### La notion d'utopie
Dans Utopie Thomas Bouchet propose une exploration de l'histoire des idées utopiques en Europe, de l'Antiquité à nos jours. L'auteur examine les différentes formes que peuvent prendre les utopies, de la cité idéale de Platon à la pensée anarchiste de Pierre-Joseph Proudhon et Emma Goldman, en passant par les rêves socialistes de Saint-Simon et de Robert Owen.
Thomas Bouchet revient sur l'importance de l'utopie dans la construction de l'imaginaire politique, en tant qu’une vision de l'avenir qui dépasse les limites et inspire des changements sociaux et politiques concrets. Il explore également les critiques qui ont été adressées aux utopies : caractère irréaliste ou tendance à ignorer les réalités politiques et économiques.

### L'insulte en politique
Dans Noms d’oiseaux. L’insulte en politique de la Restauration à nos jours, publié en 2010, il « s’interroge sur la puissance et les faux-semblants de la rhétorique politique » en se concentrant sur la place occupée par l'insulte au sein de l'Assemblée nationale en France.

## Ouvrages

### Travaux individuels
- Le roi et les barricades : une histoire des 5 et 6 juin 1832, Paris, Seli Arslan, 2000 (ISBN 2-84276-053-0)
- Un jeudi à l'Assemblée : politiques du discours et droit au travail dans la France de 1848, Paris, Distribution du Nouveau monde, 2007 (ISBN 978-2-89518-250-4)
- Noms d'oiseaux : l'insulte en politique de la Restauration à nos jours, Paris, Stock, 2010 (ISBN 978-2-234-06313-6)
- Les Fruits défendus : socialismes et sensualité du XIXe siècle à nos jours, Paris, Stock, coll. « Les essais », 2014 (ISBN 978-2-234-07106-3)
- À bas les chefs ! : écrits libertaires (1847-1863) de Joseph Déjacque, Paris, La Fabrique, 2016 (ISBN 978-2-35872-077-9)
- De colère et d'ennui : Paris, chronique de 1832, Paris, Anamosa, 2018 (ISBN 979-10-95772-37-8)
- Utopie, Paris, Anamosa, coll. « Le mot est faible », 2021 (ISBN 978-2-38191-001-7)

### Travaux collectifs
- En direction avec Matthew Leggett et Jean Vigreux, L'insulte (en) politique : Europe et Amérique latine du XIXe siècle à nos jours, Dijon, Éditions universitaires de Dijon, 2005 (ISBN 2-915552-24-X)
- En direction avec Stéphane Gacon, François Jarrige, François-Xavier Nérard et Xavier Vigna, La gamelle et l'outil : manger au travail en France et en Europe de la fin du XVIIIe siècle à nos jours, Nancy, Arbre bleu, 2016 (ISBN 979-10-90129-15-3)
- En direction avec Patrick Samzun, Libertaire ! : essais sur l’écriture, la pensée et la vie de Joseph Déjacque (1821-1865), Besançon, Presses universitaires de Franche-Comté, 2019 (ISBN 978-2-84867-669-2, DOI 10.4000/books.pufc.18302)